# Qualibat
 (mars 2012).
Si vous disposez d'ouvrages ou d'articles de référence ou si vous connaissez des sites web de qualité traitant du thème abordé ici, merci de compléter l'article en donnant les références utiles à sa vérifiabilité et en les liant à la section « Notes et références ».
Qualibat est un organisme français de qualification et de certification des entreprises du bâtiment. Destiné à informer les clients et les maîtres d’ouvrages, il définit et apporte des éléments d’appréciation sur les compétences professionnelles et les capacités des entreprises exerçant une activité dans le domaine de la construction.
Qualibat est une association loi de 1901 créée en 1949 à l’initiative du ministre français de la Construction et d’organisations professionnelles d’entrepreneurs, d’architectes et de maîtres d’ouvrage.

## Principe
La mission première de Qualibat est d'identifier les entreprises répondant à des critères de fiabilité et de compétence dans un domaine donné et de leur attribuer un label dont elles pourront se prévaloir. Qualibat a organisé les métiers du bâtiments en familles, segmentées en spécialités, au sein d'une nomenclature propre. Elle présente les prérequis techniques, spécifiques à chaque domaine, auxquels les entreprises candidates doivent répondre et pour lesquels elles doivent prouver la réalité de leur savoir-faire au cours du processus de certification.
En 2017, 73 000 entreprises étaient labellisées Qualibat. L'organisme est également habilité à délivrer la mention RGE.

## Organisation
Qualibat est organisé autour de plusieurs instances, chacune d’elles ayant des missions et responsabilités précises.

### Instances statutaires: le conseil d'administration et les sections
Conseil d'administration
Conformément aux articles 13, 14 et 15 des statuts et au règlement général, le conseil d’administration est l’organe directeur de l’organisme. Il a pour mission d’établir le règlement général ; d’approuver les définitions des qualifications ou certifications, les référentiels et les règles d’attribution et de suivi ; de veiller au bon fonctionnement de toutes les instances de décision ; de fixer le montant des cotisations annuelles des membres ainsi que le tarif des prestations ; etc.
Les sections
Le conseil d’administration organise des représentations départementales – parfois interdépartementales ou régionales – appelées « sections ». Celles-ci sont composées de représentants des intérêts concernés par l’acte de construire.
Elles disposent, à l’image du conseil d’administration, de pouvoirs pour mettre en place et renouveler les commissions d’examen locales ; veiller à leur fonctionnement conforme et régulier ; formuler des avis et des propositions à destination du conseil d'administration ou de la commission supérieure de l'organisme ; etc.

### Instances de décisions: les commissions
Les instances de décision, appelées « commissions d’examen » regroupent les commissions de qualification et les commissions de certification. Afin de garantir son impartialité, chaque commission est constituée de trois collèges équilibrés représentant les entreprises, les utilisateurs et les intérêts généraux. Lorsqu’un quatrième collège est nécessaire au fonctionnement d’une commission, une procédure particulière le précise.
Tous les membres participants aux commissions d’examen de Qualibat sont tenus de s’engager en termes d’impartialité et de confidentialité. Les règles de composition, de durée et de renouvellement des mandats, sont définies dans le règlement général de l’organisme.

### Instance d'appel: la commission supérieure
La commission supérieure est présidée par le président de l’organisme, Gérard Sénior (architecte représentant de l'Union nationale des syndicats français d’architectes - UNSFA), et son secrétariat est assuré par le directeur général. Elle est constituée de membres nommés par le conseil d’administration, sur proposition des organisations adhérentes à l’organisme et choisis en raison de leur compétence et autorité reconnue, ainsi que de représentants désignés par les ministères et établissements publics, sur demande du président de Qualibat.
Ses missions et responsabilités sont les suivantes :
- Remplir un rôle de conseil et d’arbitrage dans le fonctionnement des commissions ;
- Réformer ou sanctionner les décisions rendues en contradiction avec les dispositions du règlement général ou des règlements particuliers et des référentiels ;
- Se prononcer en appel sur les recours formés par les entreprises contre les décisions des commissions ;
- Examiner les réclamations de tiers contre des entreprises titulaires de la marque dont elle est saisie ;
- Donner son avis sur toutes les difficultés d’application du règlement général, des règlements particuliers ou des référentiels.

## Qualification professionnelle
La qualification professionnelle est la reconnaissance de la capacité technique d’une entreprise à réaliser des travaux dans une activité donnée, à un niveau de technicité défini par la nomenclature Qualibat.
Elle s’accompagne d’une classification en effectif et en chiffre d’affaires témoignant des moyens humains et de la surface financière de l’entreprise. La qualification professionnelle est attribuée par une commission, après un audit documentaire des pièces et justificatifs accompagnant les déclarations de l’entreprise. Elle est attribuée en principe pour une durée de 4 ans. À l’issue de cette période, elle fait l’objet d’une révision totale et l'entreprise titulaire doit se réengager dans un processus complet pour continuer à bénéficier de la qualification.
Pour l'entrepreneur, une qualification se finance en deux temps : d'abord au moment la candidature quadriennale, dont le tarif est le même pour toutes les entreprises. Puis, dans le cas où la commission valide son dossier, il doit s’acquitter chaque année du coût du certificat de qualification qui varie d'une entreprise à l'autre selon l'effectif global de celle-ci.
Par ailleurs, la certification peut être retirée à tout moment par Qualibat, par exemple si l’entreprise ne répond pas au questionnaire de suivi annuel ou si celle-ci fait l’objet d’une décision de retrait à la suite de réclamations de tiers dûment justifiées.

## Certification de qualification amiante
La réglementation oblige les entreprises réalisant des travaux de traitement de l’amiante en place à être titulaires d’une certification de qualification. Principal organisme certificateur, Qualibat propose aux entreprises exerçant ces activités, une certification spécifique, pour laquelle il se soumet à une accréditation par le COFRAC.
Cette certification est attribuée après un audit en entreprise et sur site. Elle est soumise à des contrôles annuels et des audits inopinés réalisés, soit par une équipe de deux auditeurs, dont un expert en amiante et un auditeur qualité, soit par un auditeur ayant la double compétence d’expert en amiante et d’auditeur qualité.

## Les certifications de métiers

### Traitement des bois en œuvre
Qu’ils soient préventifs ou curatifs, les travaux de traitement des bois en œuvre et des constructions appellent des compétences particulières et nécessitent une parfaite connaissance du bâtiment, des produits et de leur mise en œuvre. Cette certification concerne les traitements contre les insectes à larves xylophages, les termites et les champignons. Elle est attribuée après un audit dans l’entreprise et sur des chantiers.

### Certification de désenfumage
Cette certification concerne les entreprises qui conçoivent, réalisent des installations de système de désenfumage naturel, et en assurent la maintenance. Attribuée à partir d’un audit initial, elle est soumise à des contrôles annuels, notamment un audit de suivi dans l’entreprise et sur chantier.

### Certification de métallerie feu
Cette certification s’inscrit dans le dispositif réglementaire qui rend obligatoire la marque NF-Portes résistant au feu dans les établissements recevant du public. Elle couvre tout le processus de réalisation des ouvrages à ossatures métalliques résistant au feu.

### Certification de travaux d'accès difficile
Les travaux d’accès difficile à la corde relèvent d’un dispositif de certification rendant compte de la maîtrise des entreprises à réaliser des travaux temporaires en hauteur d’entretien des constructions.

### Certification de rénovation énergétique des logements
Cette certification atteste de la capacité des entreprises à prendre en charge l'ensemble des travaux à réaliser dans un logement en vue d'améliorer sa performance énergétique. Elle requiert des moyens permettant d'assurer la conception, l'organisation, la coordination et le suivi des travaux, dans le cadre d'une offre globale.

## Les certifications de système

### Certification de système qualité
L'organisme propose aux entreprises déjà qualifiées et qui se sont engagées dans une démarche qualité, des certifications de systèmes qualité par paliers, basée sur les exigences de la norme ISO 9001 :
- Certification « Engagement qualité » ;
- Certification « Maîtrise de la qualité ».

Une certification de système qualité est attribuée après audit pour une durée de trois ans et fait l’objet d’un audit de suivi à dix-huit mois. Les audits sont réalisés par des auditeurs sélectionnés par l’organisme en fonction de leur expérience dans le secteur de la construction et de leur compétence attestée dans le domaine de la qualité.

### Certification de système environnemental
L’organisme propose aux entreprises de procéder en deux étapes pour assumer l’investissement que représente la mise en place d’une démarche environnementale certifiable ISO 14001 :
- Certification « Engagement environnemental » ;
- Certification « Maîtrise environnementale ».

Une certification de système environnemental est délivrée pour une période de trois ans et soumise à un audit intermédiaire.

## Le certificat Qualibat
Qualibat délivre annuellement aux entreprises qui répondent aux exigences prévues un certificat millésimé d’une durée de validité d’un an. Il regroupe l’ensemble des informations recueillies et contrôlées sur l’entreprise, tel que : son identification, le nom de son responsable légal, les qualifications ou certifications attribuées, les classifications en personnel et en chiffre d’affaires, etc.
Les certifications métiers font l’objet de certificats particuliers. Le modèle qui est adapté découle du certificat décrit précédemment.